# Крутогорка (Челябинская область)
Крутогорка — упразднённая деревня в Аргаяшском районе Челябинской области. На момент упразднения входила в состав Камышевского сельсовета. Исключена из учётных данных в 1989 г.

## География
Располагалась в южной части района, на левом берегу реки Зюзелга, в 0,8 км (по прямой) к северо-востоку от деревни Камышевка.

## История
По данным на 1925 год посёлок Крутогорский (быв. заимка Метелевского общества) состоял из 21 хозяйства. В административном отношении входил в состав Аргаяшской волости Аргаяшского кантона АБССР. С 1934 года в составе Челябинской области.
По данным на 1970 год деревня Крутогорка входила в состав Камышевского сельсовета и являлась бригадой Камышевского отделения совхоза «Аргаяшский».
Исключена из учётных данных Решением Челябинского облисполкома № 62 от 28.08.1989 года.

## Население
По данным переписи 1926 года в посёлке проживало 15 человек (7 мужчин и 8 женщин), основное население — русские. 
Согласно результатам переписи 1970 года в посёлке проживало 117 человек.